# Efeito Jahn-Teller
O efeito Jahn-Teller é caracterizado pela deformação espontânea da geometria quando estados orbitais degenerados de moléculas não lineares se subdividem de forma a reduzir a energia do sistema. O efeito foi previsto pela primeira vez em 1937 por Hermann Arthur Jahn e Edward Teller. Inicialmente, em trabalho experimental, o efeito muitas vezes "desaparecia" ou era mascarado por outras interações moleculares, sendo rodeado por certo mistério e fascínio pela comunidade científica.

## Tabela
Os efeitos esperados para a coordenação octaédrica são apresentados na tabela a seguir:[carece de fontes?]
| Número de elétrons d | 1  | 2  | 3 | 4  | 4  | 5  | 5  | 6  | 6  | 7  | 7  | 8 | 9  | 10 |
| spin Alto/Baixo      |    |    |   | AS | BS | AS | BS | AS | BS | AS | BS |   |    |    |
| -------------------- | -- | -- | - | -- | -- | -- | -- | -- | -- | -- | -- | - | -- | -- |
| Força do efeito J-T  | fr | fr |   | fo | fr |    | fr | fr |    | fr | fo |   | fo |    |

- fr: efeito Jahn-Teller fraco (t2g orbitais ocupados desigualmente) - fo: forte efeito Jahn-Teller esperado (eg orbitais ocupados desigualmente) - Em branco: nenhum efeito Jahn-Teller esperado.